# Cerdistus pallidus
Cerdistus pallidus là một loài ruồi trong họ Asilidae. Cerdistus pallidus được Efflatoun miêu tả năm 1927. Loài này phân bố ở vùng Cổ Bắc giới.